# Reiserfs
ReiserFS är ett filsystem för operativsystemet Linux. Detta filsystem är nu uppe i version 4 (år 2005) och har stöd för journalling, plugins samt kryptering. ReiserFS är namngivet efter skaparen Hans Reiser. Utvecklingen sker främst genom det av Reiserägda företaget Namesys.